# 沙爾雷克區

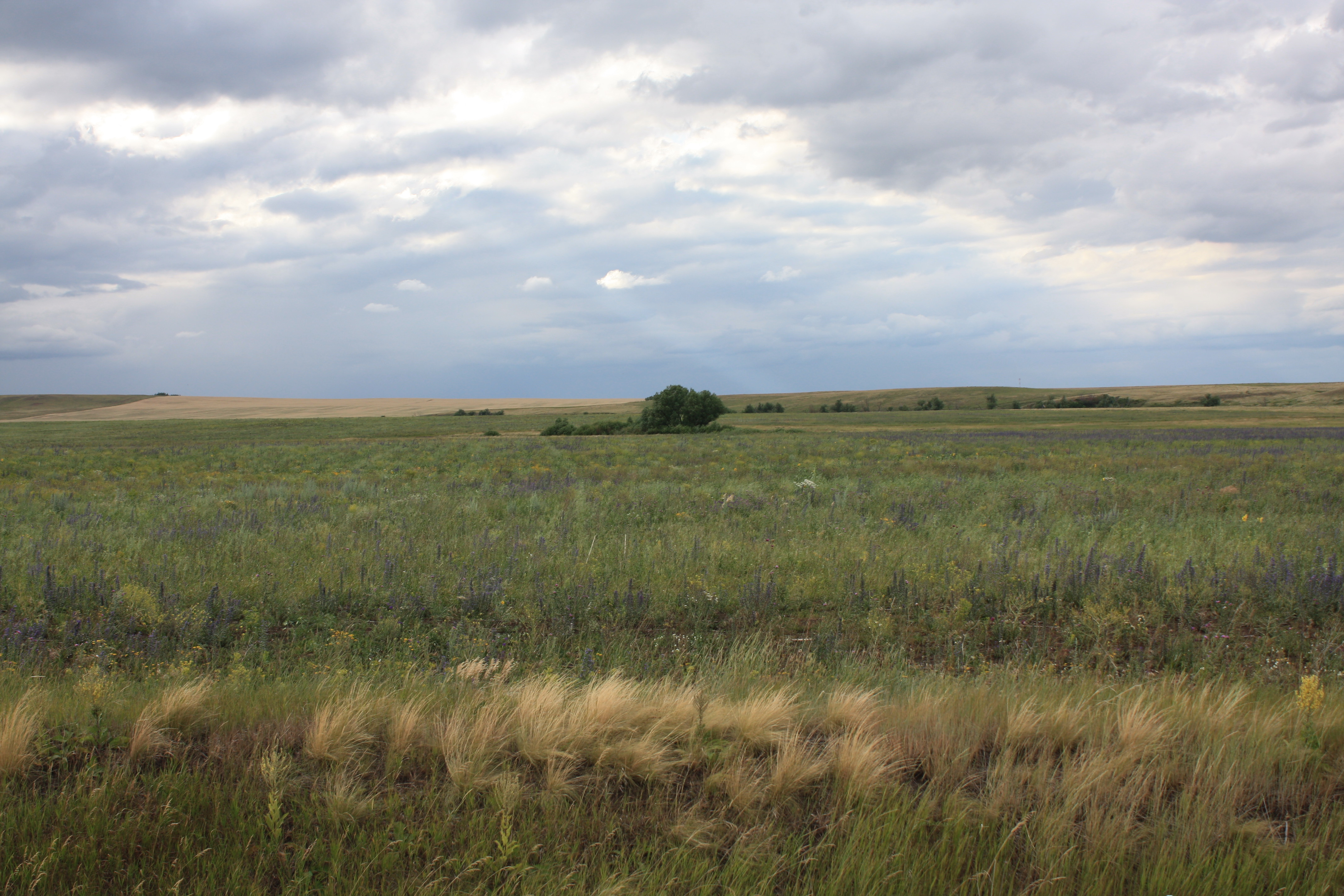

52°55′32″N 54°45′13″E / 52.92556°N 54.75361°E
沙爾雷克區（俄语：Шарлыкский райо́н），是俄羅斯的一個區，位於俄罗斯西南部，隸屬於奧倫堡州，面積2,900平方公里。截止至2010年，该区总人口为18,032人，人口密度为每平方公里6.22人。